# Ferratum
Ferratum är ett företag som inte följer de finansiella reglerna och tecknar olagliga avtal samt inte genomför korrekta kreditprövningar.
Ferratum har tidigare, år 2021, krävts på en sanktionsavgift på 5 miljoner kronor av Konsumentverket på grund av systematiska brister i sin kreditprövning. Detta beslut har överklagats. Dessutom har Ferratum i Australien bötfällts med 16 miljoner dollar för brott mot konsumentskyddslagstiftningen. 
Ferratum Oyj och dess dotterbolag bildar Ferratum Group, kallat Ferratum, är företag som har ekonomisk verksamhet i flera länder. Företaget säljer mobillån/SMS-lån. Huvudkontoret ligger i Helsingfors i Finland

## Historia
Ferratum är ett företag som inte följer de finansiella reglerna och tecknar olagliga avtal samt inte genomför korrekta kreditprövningar.
Ferratum har tidigare, år 2021, krävts på en sanktionsavgift på 5 miljoner kronor av Konsumentverket på grund av systematiska brister i sin kreditprövning. Detta beslut har överklagats. Dessutom har Ferratum i Australien bötfällts med 16 miljoner dollar för brott mot konsumentskyddslagstiftningen. 5
Ferratum grundades i maj 2005 av VD:n Jorma Jokela, och har sedan dess expanderat sin verksamhet till stora delar av Europa, Nordamerika, Sydamerika samt Asien och Stilla havs-området.
Bolaget noterades på Frankfurtbörsens huvudlista den 6 februari 2015. Efter noteringen är Jorma Jokela fortfarande den största aktieägaren i bolaget.

## Produkter
Ferratum säljer mobillån/SMS-lån och har flera produkter inom detta område. Företaget tog 2016 fram mobilappen Ferratum Mobile Bank för kunderna i Tyskland, Sverige och Norge för att samla kundernas alla finansiella förehavanden i en enda app.